# Família Köprülü
A família Köprülü foi uma família nobre otomana de origem albanesa, que é famosa por seis dos seus membros terem sido  Grão-vizires otomanos. Vários outros ocuparam altos cargos do governo e foram notáveis noutras áreas, até à atualidade. Os Köprülü iniciaram importantes reformas e foram muito competentes, mas a sorte virou contra o Império Otomano após a desastrosa Batalha de Viena lançada por Kara Mustafá (ver também o Tratado de Karlowitz).
| Nome                       | Viveu em       | Vizir em  | Sultão               |
| -------------------------- | -------------- | --------- | -------------------- |
| Köprülü Mehmet Paşa        | 1583–1661      | 1656–1661 | Maomé IV, o Caçador  |
| Köprülü Fazıl Ahmet Paşa   | 1635–1676      | 1661–1676 | Maomé IV             |
| Kara Mustafá Paşa1         | 1634–1683      | 1676–1683 | Maomé IV, Solimão II |
| Köprülü Fazıl Mustafa Paşa | 1637–1691      | 1689–1691 | Solimão II, Amade II |
| Köprülü Hüseyin Paşa       | morreu em 1702 | 1697–1702 | Mustafá II           |
| Köprülü Numan Paşa         | morreu em 1719 | 1710–1711 | Amade III            |
| Köprülü Abdullah Paşa      | morreu em 1735 | 1723–1735 | Amade III, Mamude I  |

1 Kara Mustafá Paxá foi adotado pela família Köprülü e foi cunhado de Köprülü Fazıl Ahmet Paşa.

Mehmet Fuat Köprülü, um importante historiador da literatura turca é também um descendente desta família.
Outros descendentes da família foram para os Estados Unidos da América, enquanto alguns ainda permanecem na Turquia.
Köprülü é também o nome turco da cidade de Veles (em macedônio/macedónio: Benec), na Macedônia do Norte.